# Cal Fuster (Vilanova de Meià)
Cal Fuster és una casa unifamiliar amb elements barrocs de Santa Maria de Meià al municipi de Vilanova de Meià (Noguera) inclosa a l'Inventari del Patrimoni Arquitectònic de Catalunya. L'edifici orignal data de la darreria del segle xv i formava part de la plaça fortificada que va ser l'origen del poble.

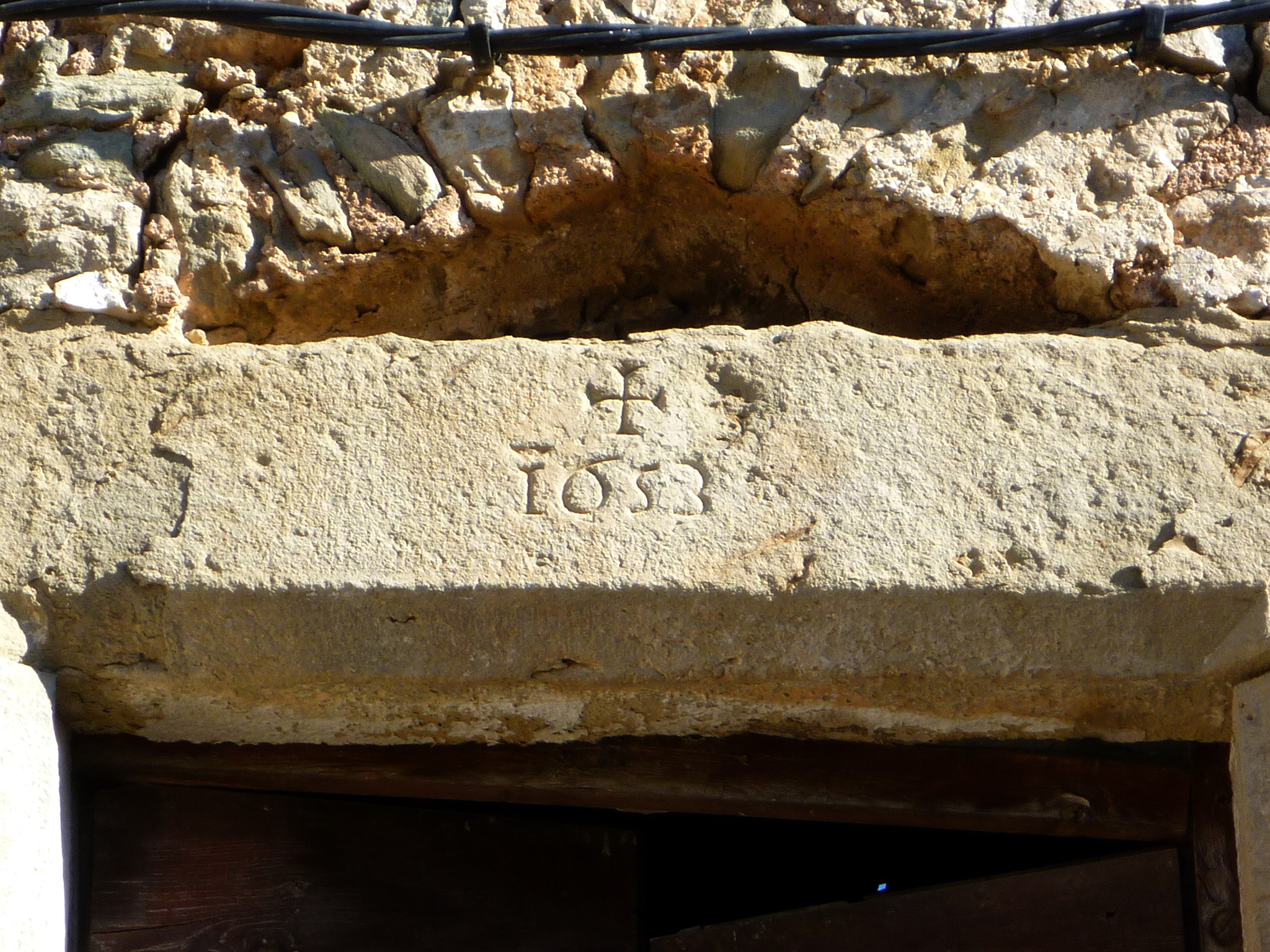
Llinda amb data

És un habitatge entre mitgeres de planta baixa i dos pisos, amb murs de pedra de carreus irregulars, típic de l'època de la construcció. Va ser modificada al segle xvii, quan es van afegir marcs de pedra a les obertures que contrasten amb els antics arquejats. També s'hi ha afegit una nova coberta.
A la llinda del balcó hi ha gravada la data de 1653.
Va ser restaurat com a casa unifamiliar el 2020 per la cooperativa d'arquitectura Arqbab. Va ser premiat en la categoría restauració, rehabilitació i reforma per les Mostres d'Arquitectura de les Terres de Lleida.